# Coacalco de Berriozábal
Coacalco de Berriózabal (del nàhuatl, que vol dir «casa del serp») és un municipi de l'estat de Mèxic. San Francisco Coacalco és la seva capçalera municipal i principal centre de població. Aquest municipi és a la part nord-occidental de l'estat de Mèxic. Limita al nord amb els municipis de Tultepec i Tecámac, al sud amb Ciutat de Mèxic, a l'oest amb Ecatepec de Morelos i a l'est amb Tultitlán.